# Einherjer
Einherjer é uma banda de viking metal de Haugesund, Noruega, formada em 1993.
O nome da banda foi tirado da mitologia nórdica, onde o termo Einherjar descreve os guerreiros mortos que foram para Valhalla e juntaram-se à mesa de Odin.

## Membros
- Frode Glesnes  - guitarra, vocal (1993-2004, 2008-presente)
- Gerhard Storesund  - bateria, teclado (1993-2004, 2008-presente)
- Aksel Herløe - guitarra  (1999-2004, 2008-presente)

## Membros anteriores
- Rune Bjelland (anteriormente Nidhogg) - vocal (1993-1997)
- Audun Wold (anteriormente Thonar) - baixo, teclados, guitarra (1993-1997)
- Stein Sund - baixo (1996-1997, 1999)
- Ragnar Vikse - vocal (1997-2000)
- Erik Elden - Baixo (1998)

## Músicos em turnê
- Tchort - baixo (1998-1999)
- Jon Lind - baixo (2000)

## Discografia
Álbuns de estúdio
- Dragons of the North (1996)
- Odin Owns Ye All (1998)
- Norwegian Native Art (2000, relançado em 2005)
- Blot (2003)
- Norrøn (2011)[3]
- Av oss, for oss (2014)[4]
- Dragons of the North XX (2016)
- Norrøne spor (2018)
- North Star (2021)

EPs
- Leve Vikingånden (1995)
- Far Far North (1997)
- Nidstong (2014)

Coletâneas
- Aurora Borealis / Leve vikingånden (2013)

Demos
- Aurora Borealis (MCD) (1994)
- Demo recordings (2002)